# Dióxido de telúrio
Dióxido de telúrio (TeO
2
) é um óxido do elemento semimetálico telúrio em seu estado de oxidação +4. Ele é encontrado em duas formas diferentes, o mineral telurita ortorrômbico de cor amarela, β-TeO
2
, e o material de estrutura cristalina tetragonal sintético e incolor (paratelurita), α-TeO
2
.  A maioria das informações sobre a química de reação foi obtida em estudos envolvendo paratelurita, α-TeO
2
.

## Preparação
Paratelurita, α-TeO
2
, é produzida pela reação de combustão do telúrio elementar com gás oxigênio: 
Te + O
2 → TeO
2

Uma preparação alternativa consiste em desidratar o ácido teluroso, H
2TeO
3
, ou decompor termicamente o nitrato básico de telúrio, [Te
2O
3(OH)]NO
3
, acima de 400 °C. 
[Te
2O
3(OH)]NO
3  →  2TeO
2 + HNO
3

## Propriedades químicas
TeO
2
 é um óxido anfótero. É pouco solúvel em água e reage com ácidos fortes e hidróxidos de metais alcalinos. É uma substância anfotérica e, portanto, pode atuar tanto como ácido quanto como base, dependendo da solução em que se encontra. Reage com ácidos para formar sais de espécies catiônicas de telúrio no estado +4 e com bases para formar sais do ânion telurito. 
TeO
2 + H
2O
 + HNO
3
  →  [Te(OH)
3]+NO–
3

TeO
2
 + 2NaOH  →  Na
2TeO
3 + 2H
2O

TeO
2
 pode ser oxidado em ácido telúrico ou teluratos, ou reduzido para telúrio elementar.
TeO
2 + H
2O
2 + 2H
2O  →  H
6TeO
6

TeO
2 + 2H
2O + 2SO
2  →  Te + 2H
2SO
4

O íon telurito é cineticamente inerte, mas os equivalentes de TeO
2
  oxidarão os ânions tiocarboxilatos (R-COS–) em meio ácido para o dissulfeto de diacila (R-CO-S-S-CO-R,).

## Estrutura
Paratelurita, α-TeO
2
, converte-se em alta pressão na forma β-, telurita. Tanto a α-, (paratelurita) quanto a β- (forma telurita) contêm quatro Te coordenados com os átomos de oxigênio em quatro dos cantos de uma bipirâmide trigonal. Na paratelurita, todos os vértices são compartilhados para dar uma estrutura semelhante ao rutilo, onde o ângulo de ligação O-Te-O é de 140°. α-TeO
2
 Na telurita, pares de unidades piramidais trigonais, TeO
4
, compartilhando uma aresta, compartilham vértices para então formar uma camada. A menor distância Te-Te na telurita é 317 pm, em comparação com 374 pm na paratelurita. Unidades Te
2O
6
 semelhantes são encontradas no mineral denningita .
O TeO
2
 funde-se a 732,6 °C, formando um líquido vermelho. A estrutura do líquido, bem como o vidro que pode ser formado a partir dele com resfriamento suficientemente rápido, também são baseados em átomos de telúrio aproximadamente tetracoordenados. No entanto, em comparação com as formas cristalinas, o líquido e o vidro parecem incorporar desordem de curto alcance (uma variedade de geometrias de coordenação) que marca o vidro de TeO
2
 como distinto dos formadores de vidro de óxido único canônicos, como SiO
2
, que compartilham a mesma ordem de curto alcance com seus líquidos originais.

## Usos=
O dióxido de telúrio é usado como material acústico-óptico. 
O dióxido de telúrio também é um formador de vidro relutante, ele formará um vidro sob condições de resfriamento adequadas, ou com adições de uma pequena fração molar de um segundo composto, como um óxido ou haleto. Os vidros de TeO
2
 têm altos índices de refração e transmitem para a parte infravermelha média do espectro eletromagnético, portanto, são de interesse tecnológico para guias de ondas ópticas. Os vidros de telurita também demonstraram exibir ganho Raman de até 30 vezes o da sílica, útil na amplificação de fibra óptica.

## Segurança
TeO
2
 é um possível teratógeno.
A exposição aos compostos de telúrio produz um odor semelhante ao do alho no hálito, causado pela formação de telureto de dimetilo. 